# Мусино (Салават)
Мусино (баш. Муса) — микрорайон города Салавата в Башкортостане, Россия. Упразднённая деревня Мелеузовского района, включенная в состав Салавата в 1956 году. На году упразднения входила в Нурдавлетовский сельсовет.
На начало 2010 года в микрорайоне числится 456 частных газифицированных домов, 1430 человек жителей.
Микрорайон в последние годы бурно благоустраивается за счет перестройки части домов. В Мусино имеется детский садик и закрытая школа № 9 (79 учеников на 2011 год) по ул. Комсомольская, санаторий-профилакторий «Салават» ЛОК ОАО «Башкирэнерго», магазины.

## Топоним
Возник аул под названием Мусино по имени первопоселенца указного муллы Мусы Имашева. С 1‑й половины XIX века учитывалась как Мулла-Мусино, с 1930‑х гг. как Мало-Мусино. После вхождения в черту города — Мусино.

## История
Поселок возник в середине XIX века на левом берегу реки Белой как башкирский аул Аллагуватской волости, Стерлитамакского уезда.
На месте поселка была деревня, которая относилась к коренным поселениям бельско-нугушевских тамьянцев.
Занимались скотоводстввом, земледелием, пчеловодством, лесными промыслами. Были мечеть, училище. В 1906 зафиксирована мечеть.
В июле 2001 года в Башкортостане принят Закон Республики Башкортостан № 235-з от 25.07.2001 «Об установлении границ муниципальных образований в Республике Башкортостан». Закон устанавливал официальные названия, границы и состав территорий муниципальных образований в регионе.
В ст. 3 в части, относящейся к городу Салават, выделены пять муниципальных образований:
1. Северное
2. Южное
3. Степное
4. Юлдашево
5. Мусино

Данный Закон утратил силу с 17 декабря 2004 года, когда был принят Закон Республики Башкортостан от 17.12.2004 N 126-з «О границах, статусе и административных центрах муниципальных образований в Республике Башкортостан».
В настоящее время участки на территории посёлка постепенно распродаются и застраиваются современными коттеджами, земля посёлка ценится высоко.
В посёлке находится подворье Покрово-Еннатского мужского монастыря (игумен Николай (Чернышов)). В 2009 году в подворье находилась Табынская икона Божией Матери.

## Улицы
Большинство из 22 улиц посёлка получили названия в 1936 году, часть — в 1948 году. Посёлок имеет, в основном, прямоугольную планировку.
Улицы, проходящие с северо-запада на юго-восток:
- Улица Дружбы
- Улица Железнодорожная
- Улица Победы
- Улица Геологическая
- Улица Маяковского
- Улица Жукова
- Улица Кожедуба

## Население
В 1795 в 25 дворах проживало 104 человека, в 1865 в 56 дворах — 282 человека. По V ревизии в деревне было 42 двора и 331 житель. В 1906—387 жителей; 1920—402; 1939—309 человек.

## Транспорт
Автобус — маршрут № 1, маршрутное такси.

## Мосты
В окрестности поселка протекает безымянная речка (приток Белой), которая широко разливается, образуя заболоченные участки. Через речку прокинут каменный мост.

## Кинотеатры
Кинотеатр Заря (по состоянию на февраль 2011 года не действующий).